# 恋愛天国
『恋愛天国』（れんあいパラダイス）は、竹書房が発行している日本の月刊レディースコミックおよびティーンズラブ漫画雑誌。なお、竹書房の公式サイトでは「レディースコミック誌」として紹介している。
2019年9月号まで紙雑誌だったが、わずかなブランク期間を経て、2020年から新たにvol.○（数字が入る）として号数をリセットして電子書籍雑誌になった。
紙雑誌の頃は毎月19日頃に発売され、判型はA5判だったが、電子雑誌は毎月15日頃に発売になった。vol.1（創刊号）とvol.2のみ同時発売だった。
漫画だけではなく、読者からの体験を基にした読者実体験告白コーナー等もある。
派生誌としては『ミニパラ』（隔月刊誌、奇数月5日頃発売、新書版）が、増刊枠としては『デラパラmini』（季刊、新書版）が、それぞれ存在する。
なお、『ミニパラ』はもともとは増刊枠だった。さらに『デラパラmini』は、もともとは『デラパラ』というタイトルで、A5判だった。

## 主な作家
（順不同）
- あおい翼
- ほり恵利織
- 賀川あいの
- 花田朔生
- 花咲依織
- 真神れい
- ななせじゅん
- 三浦ひらく
- あやさか理緒
- 氷室桜
- 鈴木キヨハル(4コマ漫画『男子☆天国』を連載）